# Vas Blackwood
Pour les articles homonymes, voir Blackwood.
Vas Blackwood est un acteur britannique né le 19 octobre 1962 en Angleterre (Royaume-Uni).

## Filmographie
- 1984 : Annika (feuilleton TV) : Alan
- 1986 : Arthur's Hallowed Ground : Henry
- 1987 : The Lenny Henry Show (série télévisée) : Winston
- 1985 : In Sickness and in Health (série télévisée) : Pele (1989)
- 1990 : Spatz (série télévisée) : Dexter
- 1998 : Arnaques, Crimes et Botanique (Lock, Stock and Two Smoking Barrels) : Rory Breaker
- 1998 : Babymother : Caesar
- 2001 : Reconnu coupable (The Escapist) : Vin
- 2001 : Carton rouge (Mean Machine) : Massive
- 2002 : Fun at the Funeral Parlour (série télévisée) : Coltrane Benz
- 2002 : 9 Dead Gay Guys : Donkey-Dick Dark
- 2003 : The Trouble with Men and Women : Travis
- 2003 : Rehab (TV) : Cutlass
- 2003 : One Love : Scarface
- 2004 : Creep : George
- 2006 : Rollin' with the Nines : Finny
- 2016 : Nola Circus de Luc Annest : Marvin